# Natação no Campeonato Mundial de Esportes Aquáticos de 2015 - 200 m medley masculino
A prova dos 200 metros medley masculino da natação no Campeonato Mundial de Esportes Aquáticos de 2015 ocorreu nos dias 5 de agosto e 6 de agosto em Cazã na Rússia. 

## Recordes
Antes desta competição, os recordes mundiais e do campeonato nesta prova eram os seguintes:
| Tipo                  | Atleta      | Tempo   | Local  | Data                |
| --------------------- | ----------- | ------- | ------ | ------------------- |
|                       | Ryan Lochte | 1:54.00 | Xangai | 28 de julho de 2011 |
| Recorde do campeonato | Ryan Lochte | 1:54.00 | Xangai | 28 de julho de 2011 |

## Medalhistas
| Ouro              | Prata                | Bronze          |
| Ryan Lochte (USA) | Thiago Pereira (BRA) | Wang Shun (CHN) |

## Resultados

### Eliminatórias
Esses foram os resultados das eliminatórias.
| Pos. | Bateria | Raia | Nadador              | Nacionalidade  | Tempo   | Notas            |
| ---- | ------- | ---- | -------------------- | -------------- | ------- | ---------------- |
| 1    | 5       | 4    | Ryan Lochte          | Estados Unidos | 1:57.90 | Q                |
| 2    | 5       | 6    | Daniel Wallace       | Reino Unido    | 1:58.28 | Q                |
| 3    | 3       | 3    | Wang Shun            | China          | 1:58.33 | Q                |
| 4    | 5       | 5    | Conor Dwyer          | Estados Unidos | 1:58.63 | Q                |
| 5    | 3       | 2    | Andreas Vazaios      | Grécia         | 1:58.92 | Q,               |
| 6    | 3       | 4    | Henrique Rodrigues   | Brasil         | 1:58.95 | Q                |
| 7    | 4       | 4    | Daiya Seto           | Japão          | 1:59.11 | Q                |
| 8    | 4       | 5    | Thiago Pereira       | Brasil         | 1:59.18 | Q                |
| 9    | 3       | 5    | Roberto Pavoni       | Reino Unido    | 1:59.29 | Q                |
| 10   | 5       | 8    | Jérémy Desplanches   | Suíça          | 1:59.46 | Q,               |
| 11   | 4       | 7    | Diogo Carvalho       | Portugal       | 1:59.61 | Q                |
| 12   | 4       | 6    | Simon Sjödin         | Suécia         | 1:59.64 | Q                |
| 13   | 5       | 3    | Thomas Fraser-Holmes | Austrália      | 1:59.96 | Q                |
| 14   | 5       | 2    | Yakov Toumarkin      | Israel         | 1:59.97 | Q                |
| 15   | 3       | 6    | Marcin Cieślak       | Polónia        | 1:59.99 | Q                |
| 16   | 2       | 7    | Mohamed Hussein      | Egito          | 2:00.22 | Q,               |
| 17   | 4       | 8    | Uvis Kalniņš         | Letônia        | 2:00.39 | Recorde nacional |
| 18   | 4       | 2    | Yang Zhixian         | China          | 2:00.80 |                  |
| 19   | 5       | 7    | Federico Turrini     | Itália         | 2:00.94 |                  |
| 20   | 3       | 1    | Semen Makovich       | Rússia         | 2:01.05 |                  |
| 21   | 3       | 8    | Jakub Maly           | Áustria        | 2:01.68 |                  |
| 22   | 5       | 0    | Pavel Janeček        | Chéquia        | 2:02.43 | Recorde nacional |
| 23   | 3       | 7    | Raphaël Stacchiotti  | Luxemburgo     | 2:02.60 |                  |
| 24   | 4       | 0    | Omar Pinzón          | Colômbia       | 2:02.80 |                  |
| 25   | 5       | 1    | Bradlee Ashby        | Nova Zelândia  | 2:02.96 |                  |
| 26   | 3       | 9    | Martin Liivamägi     | Estónia        | 2:03.21 |                  |
| 27   | 2       | 3    | Carlos Omana         | Venezuela      | 2:03.54 |                  |
| 28   | 5       | 9    | Povilas Strazdas     | Lituânia       | 2:03.67 |                  |
| 29   | 2       | 9    | Alpkan Örnek         | Turquia        | 2:03.93 |                  |
| 30   | 2       | 8    | Christoph Meier      | Liechtenstein  | 2:04.01 |                  |

| Ver o restante da classificação | Ver o restante da classificação | Ver o restante da classificação | Ver o restante da classificação | Ver o restante da classificação | Ver o restante da classificação | Ver o restante da classificação |
| Pos.                            | Bateria                         | Raia                            | Nadador                         | Nacionalidade                   | Tempo                           | Notas                           |
| ------------------------------- | ------------------------------- | ------------------------------- | ------------------------------- | ------------------------------- | ------------------------------- | ------------------------------- |
| 31                              | 2                               | 0                               | Trần Duy Khôi                   | Vietname                        | 2:04.30                         |                                 |
| 32                              | 1                               | 4                               | Mateo González                  | México                          | 2:04.77                         |                                 |
| 33                              | 2                               | 2                               | Marko Blaževski                 | Macedônia do Norte              | 2:04.79                         |                                 |
| 34                              | 1                               | 5                               | Pedro Pinotes                   | Angola                          | 2:04.85                         |                                 |
| 35                              | 2                               | 5                               | Aleksey Derlyugov               | Uzbequistão                     | 2:04.98                         |                                 |
| 36                              | 2                               | 6                               | Ensar Hajder                    | Bósnia e Herzegovina            | 2:04.99                         |                                 |
| 37                              | 2                               | 1                               | Ahmed Mathlouthi                | Tunísia                         | 2:05.37                         |                                 |
| 38                              | 4                               | 9                               | Rafael Alfaro                   | El Salvador                     | 2:05.78                         |                                 |
| 39                              | 1                               | 6                               | Irakli Bolkdvadze               | Geórgia                         | 2:07.14                         |                                 |
| 40                              | 3                               | 0                               | Jessie Lacuna                   | Filipinas                       | 2:07.51                         |                                 |
| 41                              | 1                               | 7                               | Esteban Araya                   | Costa Rica                      | 2:08.89                         |                                 |
| 42                              | 1                               | 8                               | Alvi Hjelm                      | Ilhas Feroé                     | 2:08.98                         |                                 |
| 43                              | 1                               | 1                               | Benjamin Schulte                | Guam                            | 2:09.50                         |                                 |
| 44                              | 1                               | 2                               | Luis Vega                       | Cuba                            | 2:09.53                         |                                 |
| 45                              | 1                               | 3                               | Jean Gómez                      | República Dominicana            | 2:09.59                         |                                 |
| 46                              | 1                               | 0                               | Rami Elias                      | Sudão                           | 2:20.94                         |                                 |
| 47                              | 1                               | 9                               | Haris Bandey                    | Paquistão                       | 2:22.31                         |                                 |
| 48                              | 2                               | 4                               | Triady Sidiq                    | Indonésia                       |                                 | DNS                             |
| 48                              | 4                               | 1                               | Kevin Wedel                     | Alemanha                        |                                 | DNS                             |
| 48                              | 4                               | 3                               | László Cseh                     | Hungria                         |                                 | DNS                             |

### Semifinal
Esses foram os resultados das semifinais. 
Semifinal 1
| Pos. | Raia | Nadador            | Nacionalidade  | Tempo   | Notas            |
| ---- | ---- | ------------------ | -------------- | ------- | ---------------- |
| 1    | 6    | Thiago Pereira     | Brasil         | 1:57.33 | Q                |
| 2    | 4    | Daniel Wallace     | Reino Unido    | 1:57.77 | Q                |
| 3    | 7    | Simon Sjödin       | Suécia         | 1:58.10 | Q                |
| 4    | 3    | Henrique Rodrigues | Brasil         | 1:58.45 | Q                |
| 5    | 5    | Conor Dwyer        | Estados Unidos | 1:58.54 | DES              |
| 6    | 1    | Yakov Toumarkin    | Israel         | 1:58.86 |                  |
| 7    | 2    | Jérémy Desplanches | Suíça          | 1:59.35 | Recorde nacional |
| 8    | 8    | Mohamed Hussein    | Egito          | 2:01.41 |                  |

Semifinal 2
| Pos. | Raia | Nadador              | Nacionalidade  | Tempo   | Notas |
| ---- | ---- | -------------------- | -------------- | ------- | ----- |
| 1    | 4    | Ryan Lochte          | Estados Unidos | 1:56.81 | Q     |
| 2    | 5    | Wang Shun            | China          | 1:57.07 | Q     |
| 3    | 8    | Marcin Cieślak       | Polónia        | 1:58.20 | Q,    |
| 4    | 2    | Roberto Pavoni       | Reino Unido    | 1:58.54 | DES   |
| 5    | 1    | Thomas Fraser-Holmes | Austrália      | 1:58.83 |       |
| 6    | 3    | Andreas Vazaios      | Grécia         | 1:59.53 |       |
| 7    | 6    | Daiya Seto           | Japão          | 2:00.05 |       |
| 8    | 7    | Diogo Carvalho       | Portugal       | 2:00.31 |       |

Desempate
The swim-off was held at 19:42.
| Pos. | Raia | Nadador        | Nacionalidade  | Tempo   | Notas |
| ---- | ---- | -------------- | -------------- | ------- | ----- |
| 1    | 4    | Conor Dwyer    | Estados Unidos | 1:58.18 | Q     |
| 2    | 5    | Roberto Pavoni | Reino Unido    | 1:58.26 |       |

### Final
Esse foi o resultado da final.
| Pos.              | Raia | Nadador            | Nacionalidade  | Tempo   | Notas            |
| ----------------- | ---- | ------------------ | -------------- | ------- | ---------------- |
| Medalha de ouro   | 4    | Ryan Lochte        | Estados Unidos | 1:55.81 |                  |
| Medalha de prata  | 3    | Thiago Pereira     | Brasil         | 1:56.65 |                  |
| Medalha de bronze | 5    | Wang Shun          | China          | 1:56.81 | Recorde nacional |
| 4                 | 6    | Daniel Wallace     | Reino Unido    | 1:57.59 |                  |
| 5                 | 8    | Conor Dwyer        | Estados Unidos | 1:57.96 |                  |
| 6                 | 7    | Marcin Cieślak     | Polónia        | 1:58.14 | Recorde nacional |
| 7                 | 1    | Henrique Rodrigues | Brasil         | 1:58.52 |                  |
| 8                 | 2    | Simon Sjödin       | Suécia         | 1:59.06 |                  |

Legenda
| Recorde mundial       | Recorde mundial (World record)               |                       | Recorde africano                      | Recorde africano (African) |                                           | Q | Classificado por posição (Qualified) |
| Recorde do campeonato | Recorde do campeonato (Championship record)  | Recorde da América    | Recorde da América (Americas)         | q                          | Classificado por melhor tempo (Qualified) |   |                                      |
| Melhor marca do ano   | Melhor marca do ano (World leading)          | Recorde asiático      | Recorde asiático (Asian)              | DNS                        | Não largou (Did not start)                |   |                                      |
| Recorde nacional      | Recorde nacional (National record)           | Recorde europeu       | Recorde europeu (European)            | DNF                        | Não terminou (Did not finish)             |   |                                      |
| Recorde pessoal       | Recorde pessoal do atleta (Personal best)    | Recorde da Oceania    | Recorde da Oceania (Oceania)          | DSQ / DQ                   | Desclassificado (Disqualified)            |   |                                      |
| Recorde da temporada  | Recorde da temporada do atleta (Season best) | Recorde sul-americano | Recorde sul-americano (South America) | NM                         | Sem marca (No mark)                       |   |                                      |